# Lola T93/30
El Lola T93/30 fue el coche de Fórmula 1 construido por Lola Cars y pilotado por el equipo BMS Scuderia Italia durante  la temporada 1993 de Fórmula 1. La Scuderia Italia, que no fabricaba sus propios coches, había utilizado previamente chasis Dallara desde su primera temporada en 1988, pero el propietario del equipo, Beppe Lucchini, decidió cambiar a Lola después de una temporada poco competitiva en 1992.
Sin embargo, el T93/30 resultó ser el coche menos competitivo de la parrilla de 1993. Su falta de éxito fue hasta tal punto que la Scuderia Italia optó por no competir en los dos últimos Grandes Premios de la temporada y posteriormente se fusionó con el equipo Minardi para 1994. Como tal, el T93/30 fue el último coche de F1 pilotado únicamente por la Scuderia Italia, y también es el último chasis Lola que participó en un Gran Premio, ya que el T95/30, que le sucedió en 1995, no era más que una mula de pruebas por delante de la futura entrada prevista de Lola con su propio equipo. Si bien Lola inicialmente ingresó a un equipo propio en la temporada de 1997 con el sucesor del T95/30, el T97/30, ese coche tampoco participó nunca en un Gran Premio ya que ese coche no logró clasificarse en su única inscripción en el Gran Premio de Australia de 1997. Lola se retiró por problemas económicos.

## Concepto
Desde su primera carrera, el Gran Premio de Brasil de 1988, la escudería Italia había competido en F1 con coches diseñados por el constructor italiano de coches de carreras Dallara, con éxito ocasional. Sin embargo, el chasis Dallara 192 del año anterior, aunque sumó puntos, en general había sido menos competitivo de lo esperado. Esto se vio exacerbado por el hecho de que la Scuderia Italia había llegado a un acuerdo con el equipo Ferrari para comprar sus motores que eran más potentes que los que Judd y Ford usaron en 1991 y antes. Sin embargo, la temporada de 1992 no produjo una mejora real en el rendimiento a pesar de la potencia adicional, lo que sugiere que el chasis tenía la culpa. A mitad de temporada, Lucchini había firmado un acuerdo con Lola para que la empresa británica ocupara el lugar de Dallara en el diseño y construcción de chasis para uso de su equipo, formando una organización llamada "Lola BMS Scuderia Italia".
Lola tenía un fuerte pedigrí en la F1. Después de haber construido su primer coche de F1, el Mk4, en 1962, la empresa había construido desde entonces coches que habían sido dirigidos por los equipos Honda, Embassy Hill y Larrousse; el "Hondola" RA300 demostró ser un ganador de carrera en el Gran Premio de Italia de 1967. También estaba al día, ya que su última asociación con Larrousse había terminado en 1991, y también había construido chasis para muchas otras fórmulas del deporte del motor. Por lo tanto, la asociación entre la Scuderia Italia y Lola fue vista como una estrategia a largo plazo para llevar al equipo al frente de la Fórmula 1.

## Construcción
El acuerdo con Lola vio a la empresa, dirigida por Eric Broadley, construir el chasis y la caja de cambios T93/30 en su base cerca de Huntingdon, en la que luego se instaló el motor Ferrari. El chasis, producido alrededor de un monocasco de fibra de carbono, tenía un diseño convencional y no incluía ninguna de las ayudas electrónicas al conductor, como control de tracción y suspensión activa, que estaban adoptando los mejores equipos durante este período. La designación "T93/30" significaba "Tipo 1993", y el sufijo "/30" indicaba que se trataba de un coche de F1. La escudería Italia utilizó tres T93/30 a lo largo de la temporada.
Los dos pilotos del equipo de 1992, Pierluigi Martini y JJ Lehto, se habían mudado durante el invierno, por lo que un dúo italiano del veterano Michele Alboreto que tenía 5 victorias en Grandes Premios a su nombre (aunque no había ganado un GP desde Alemania en 1985) y el actual campeón internacional de Fórmula 3000, Luca Badoer, firmaron para 1993. Lucchini también firmó un acuerdo de patrocinio con la marca de cigarrillos Chesterfield que vio a los coches abandonar su livery tradicional completamente roja en favor de una combinación de blanco y rojo dividida por zig-zags amarillos.

## Historia
El debut del T93/30 en el Gran Premio de Sudáfrica de 1993 resultó difícil: Alboreto y Badoer se clasificaron más lentos de todos en las posiciones 25 y 26 respectivamente, e informaron que los problemas con la aerodinámica del coche lo hacían "prácticamente inconducible". Ambos pilotos se retiraron de la carrera por problemas mecánicos. Para la segunda ronda del campeonato, la retirada oficial del equipo de March, que ya se había perdido la primera ronda del campeonato, del deporte redujo el número de competidores de 28 a 26. En consecuencia, se declaró que solo los 24 más rápidos A los clasificados se les permitiría comenzar la carrera. Los equipos decidieron por unanimidad aumentar este número a 25 para garantizar que cada equipo pudiera clasificar al menos un coche, pero la posición de la Scuderia Italia todavía era precaria. Sin embargo, ambos coches lograron clasificarse y luego terminar la carrera, con Alboreto undécimo y Badoer duodécimo.
En el Gran Premio de Europa, Badoer marcó el tiempo más lento y no pudo clasificarse para la carrera, mientras que Alboreto consiguió otro undécimo puesto. Sin embargo, Alboreto no pudo clasificarse para la siguiente carrera en Imola y de las cinco carreras posteriores, no logró clasificarse cuatro veces en comparación con una vez de Badoer. Durante este período, Badoer consiguió el mejor resultado del T93/30: séptimo (sólo un lugar fuera de las posiciones que dan puntos) después de una carrera de desgaste en San Marino, y otro decimoquinto puesto en Canadá, mientras que las otras largadas del equipo resultaron en abandonos. En el Gran Premio de Gran Bretaña, el abandono de Badoer por un fallo eléctrico provocó la aparición del coche de seguridad, ya que se consideró que su coche abandonado estaba en una posición peligrosa. El T93/30 se estableció ahora como el coche más lento de la parrilla, una situación que pareció tener un efecto más negativo en Alboreto que en Badoer.
Sin embargo, hubo decepción en el campamento de Lola, porque Michele Alboreto podría haber sumado un punto en esa carrera si el coche no se hubiera averiado.
En ese momento, Lola y la Scuderia Italia ya habían anunciado que se separarían para 1994, mientras que Ferrari también había confirmado que ya no suministraría motores al equipo. La relación entre la Scuderia Italia y Lola se había deteriorado y cada parte culpaba a la otra por el mal rendimiento del coche. La Scuderia Italia incluso envió a Sergio Rinland, que había diseñado el Dallara 188 utilizado por el equipo en 1988, a la sede de Lola, pero se le negó la entrada al edificio. Después del Gran Premio de Portugal, cuando sólo quedaban dos carreras fuera de Europa, Lucchini decidió poner fin anticipadamente a la campaña de su equipo. El récord del T93/30 se situó así en un total de 28 inscritos en carreras con 21 largadas y un séptimo puesto como mejor resultado.

## Legado
El T93/30 era un coche convencional que, pensándolo bien, resultaba demasiado convencional. Su rendimiento aerodinámico era pobre y resultaba en un manejo difícil de manejar, mientras que los ingenieros de Lola no lograron extraer la potencia potencial del motor Ferrari V12, encontrando en cambio que su par era limitado en las curvas de baja y media velocidad. El T93/30 también se vio perjudicado por la falta de ayudas electrónicas a la conducción. De hecho, la Scuderia Italia fue el único equipo que no utilizaba dichos dispositivos en el Gran Premio de Canadá de 1993.
El rendimiento del T93/30 fue una gran decepción tanto para la Scuderia Italia como para Lola, quienes coincidieron en que, en retrospectiva, la empresa había sido un grave error de cálculo. Tras la conclusión de la temporada 1993, Lucchini optó por fusionar el patrocinio y las instalaciones restantes con el equipo Minardi, un equipo italiano que fabricaba sus propios coches pero que siempre andaba corto de dinero. La asociación activa duró dos temporadas más, y Lucchini puso fin a su participación en 1996 antes de vender las acciones restantes en 1999. Aunque la Scuderia Italia sigue existiendo en el deporte del motor, el T93/30 fue el último coche que corrió el equipo en la F1.
Mientras tanto, Lola decidió comenzar un programa completo de F1 sin la participación de un equipo existente. En 1995, el equipo produjo un chasis T95/30 que fue probado por Allan McNish, pero nunca corrió en F1. Dos años más tarde, Lola se asoció financieramente con MasterCard para formar el equipo MasterCard Lola F1. Sin embargo, la construcción de su chasis T97/30 se apresuró y ninguno de los pilotos del equipo se clasificó para el Gran Premio de Australia de 1997. MasterCard Lola se retiró del campeonato de 1997 a partir de entonces, lo que significa que el T93/30 es también el último chasis Lola en competir en una carrera de F1 hasta la fecha.

## Resultados
(Clave) (negrita indica pole position) (cursiva indica vuelta rápida)

| Año     | Motor       | Neu. | N.º | Pilotos          | 1   | 2   | 3   | 4   | 5   | 6   | 7   | 8   | 9   | 10  | 11  | 12  | 13  | 14  | 15  | 16  | Puntos | Pos. |
| ------- | ----------- | ---- | --- | ---------------- | --- | --- | --- | --- | --- | --- | --- | --- | --- | --- | --- | --- | --- | --- | --- | --- | ------ | ---- |
| 1993    | Ferrari V12 | G    |     |                  | RSA | BRA | EUR | SMR | ESP | MON | CAN | FRA | GBR | GER | HUN | BEL | ITA | POR | JPN | AUS | 0      | NC   |
| 1993    | Ferrari V12 | G    | 21  | Michele Alboreto | Ret | 11  | 11  | DNQ | DNQ | Ret | DNQ | DNQ | DNQ | 16  | Ret | 14  | Ret | Ret |     |     | 0      | NC   |
| 1993    | Ferrari V12 | G    | 22  | Luca Badoer      | Ret | 12  | DNQ | 7   | Ret | DNQ | 15  | Ret | Ret | Ret | Ret | 13  | 10  | 14  |     |     | 0      | NC   |
| Fuente: |             |      |     |                  |     |     |     |     |     |     |     |     |     |     |     |     |     |     |     |     |        |      |